# Kruty 1918
Kruty 1918  (original: Крути 1918) é um filme ucraniano de 2019 do gênero de guerra. Dirigido por Aleksey Shaparev, o elenco principal conta com atores como Eugene Lamakh, Maksim Donets, Alexander Piskunov e Alina Kovalenko.
O filme teve sua première ao público na cidade de Kiev no aniversário de 101 anos da "Batalha de Kruty" - um dos principais eventos da Guerra de Independência da Ucrânia.

## Enredo
O filme remeter-se ao fatos histórico ocorridos na "Batalha de Kruty" (no vilarejo de Kruty aos arredores de Kiev) e na morte de 500 cadetes do exército ucraniano nos dias 29 e 30 de janeiro de 1918, quando tentavam defender a cidade de Kiev do avanço do Exército Vermelho Bolchevique. Alguns destes cadetes, entre eles Gregory Pipskyy (Gregory foi o cadete que começou a cantar "A Ucrânia ainda não morreu" antes da sua execução), foram executados na estação ferroviária de Kruty na noite de 29 de janeiro de 1918.

## Elenco
- Eugene Lamakh ... Andriy Savitsky[4]
- Alexander Piskunov ...	Valerik
- Maksim Donets ... Volodya
- Alexander Oleksenko ... Hryhoriy Pipsky
- Alexey Tritenko ... Averky Goncharenko
- Andriy Fedinchyk ... Oleksa Savitsky
- Vladimir Filatov ... General Savitsky
- Vitaly Saliy ... Muravyov
- Bogdan Yusipchuk ... Otaman
- Dmitry Stupka ...	Simon Petliura
- Tomek Sobchak ... Berg
- Alexander Abayev ... Naboka
- Nadiya Koverska ... Sofia
- Polina Vasilina ... Olesya
- Alina Kovalenko ... Oksana
- Sergey Dzyalik ... Mykhailo Hrushevsky
- Yuri Kovalenko ...	General Foch